# Peter Victor
Peter A. Victor, född 1946 i norra London, är en brittisk-kanadensisk ekologiskt inriktad ekonom verksam vid York University.

## Bakgrund
Victor tog en examen i ekonomi vid University of Birmingham. Han emigrerade till Kanada 1972 och fortsatte studera där, vilket ledde till en MA och en PhD från University of British Columbia. Victor arbetade i miljödepartementet inom Ontarios provinsregering. Han blev senare professor i miljöstudier vid York University och stannade där till sin pensionering.

## Forskningsinsatser
Victor var den förste att komplettera en ekonomisk input-outputanalys, en metod som infördes till Wassily Leontief, med den fysikaliska lagen om massans bevarande för att väga in materieflöden i den i övrigt ekonomiska analysen.

## Åsikter om tillväxt
Victor menar att fortsatt ekonomisk tillväxt i de rika länderna är ohållbart om världsekonomin skall hållas inom planetens gränser om utvecklingsländerna samtidigt ska ges utrymme för nödvändig tillväxt. Han menar att de rika länderna redan har en tillräcklig ekonomisk utvecklingsnivå för att tillfredsställa de viktigaste målen, och inte behöver en ytterligare BNP-tillväxt. Victor använde en ekonometrisk modell av Kanada för att studera om landet skulle kunna klara sig utan ekonomisk tillväxt. Han drog slutsatsen att en fungerande lågtillväxtekonomi, med hänsyn taget till välfärd, arbetslöshet och statsfinanserna, kräver reformer som arbetstidsförkortning, grön skatteväxling, och ökning av offentlig konsumtion och offentliga investeringar. Ökade inkomster medför ökad lycka och välmående bara upp till en viss gräns och den gränsen har passerats av dagens rika länder. Hans slutsatser sammanfattas i boken Managing Without Growth: Slower by Design, Not Disaster (2008).

## Publikationer i urval
- Managing Without Growth: Slower by Design, Not Disaster, 2008.